# Gottlieb Jakob Planck
Gottlieb Jakob Planck, född den 15 november 1751, död den 15 september 1833, var en tysk evangelisk teolog. Han var farfar till Wilhelm och Gottlieb Planck.
Planck blev 1784 professor i Göttingen, därjämte 1805 generalsuperintendent och 1830 överkonsistorialråd. Sin berömmelse vann Planck som kyrkohistoriker genom de betydande arbetena Geschichte der Entstehung, der Veränderungen und der Bildung unseres protestantischen Lehrbegriffes (6 band, 1781-1800) och Geschichte der Entstehung und Ausbildung der christlich-kirchlichen Gesellschaftsverfassung (5 band, 1803-09).